# Grinhan
Grinhan (en francès Grignan) és un municipi francès situat al departament de la Droma i a la regió d'Alvèrnia-Roine-Alps. L'any 2007 tenia 1.479 habitants.

## Demografia

### Població
El 2007 la població de fet de Grignan era de 1.479 persones. Hi havia 612 famílies de les quals 184 eren unipersonals (53 homes vivint sols i 131 dones vivint soles), 212 parelles sense fills, 196 parelles amb fills i 20 famílies monoparentals amb fills.
La població ha evolucionat segons el següent gràfic:
Habitants censats

### Habitatges
El 2007 hi havia 874 habitatges, 627 eren l'habitatge principal de la família, 200 eren segones residències i 46 estaven desocupats. 705 eren cases i 158 eren apartaments. Dels 627 habitatges principals, 417 estaven ocupats pels seus propietaris, 173 estaven llogats i ocupats pels llogaters i 37 estaven cedits a títol gratuït; 11 tenien una cambra, 56 en tenien dues, 94 en tenien tres, 171 en tenien quatre i 295 en tenien cinc o més. 430 habitatges disposaven pel capbaix d'una plaça de pàrquing. A 276 habitatges hi havia un automòbil i a 285 n'hi havia dos o més.

### Piràmide de població
La piràmide de població per edats i sexe el 2009 era:
| Homes | Edats   | Dones |
| ----- | ------- | ----- |
| 0     | 95 o +  | 8     |
| 0     | 90 a 94 | 32    |
| 4     | 85 a 89 | 24    |
| 12    | 80 a 84 | 4     |
| 24    | 75 a 79 | 28    |
| 56    | 70 a 74 | 60    |
| 16    | 65 a 69 | 40    |
| 28    | 60 a 64 | 32    |
| 32    | 55 a 59 | 40    |
| 40    | 50 a 54 | 48    |
| 64    | 45 a 49 | 40    |
| 52    | 40 a 44 | 68    |
| 40    | 35 a 39 | 44    |
| 52    | 30 a 34 | 48    |
| 32    | 25 a 29 | 32    |
| 24    | 20 a 24 | 16    |
| 20    | 15 a 19 | 44    |
| 36    | 10 a 14 | 48    |
| 60    | 5 a 9   | 56    |
| 32    | 0 a 4   | 24    |

## Economia
El 2007 la població en edat de treballar era de 932 persones, 663 eren actives i 269 eren inactives. De les 663 persones actives 583 estaven ocupades (313 homes i 270 dones) i 80 estaven aturades (37 homes i 43 dones). De les 269 persones inactives 107 estaven jubilades, 56 estaven estudiant i 106 estaven classificades com a «altres inactius».

### Ingressos
El 2009 a Grignan hi havia 631 unitats fiscals que integraven 1.397 persones, la mediana anual d'ingressos fiscals per persona era de 17.811 €.

### Activitats econòmiques
Dels 185 establiments que hi havia el 2007, 1 era d'una empresa extractiva, 5 d'empreses alimentàries, 12 d'empreses de fabricació d'altres productes industrials, 22 d'empreses de construcció, 40 d'empreses de comerç i reparació d'automòbils, 6 d'empreses de transport, 26 d'empreses d'hostatgeria i restauració, 1 d'una empresa d'informació i comunicació, 7 d'empreses financeres, 15 d'empreses immobiliàries, 16 d'empreses de serveis, 18 d'entitats de l'administració pública i 16 d'empreses classificades com a «altres activitats de serveis».
Dels 52 establiments de servei als particulars que hi havia el 2009, 1 era una oficina d'administració d'Hisenda pública, 1 gendarmeria, 1 oficina de correu, 2 oficines bancàries, 4 tallers de reparació d'automòbils i de material agrícola, 12 paletes, 1 guixaire pintor, 2 lampisteries, 2 electricistes, 4 perruqueries, 14 restaurants, 6 agències immobiliàries, 1 tintoreria i 1 saló de bellesa.
Dels 17 establiments comercials que hi havia el 2009, 1 era una gran superfície de material de bricolatge, 2 botiges de menys de 120 m², 5 fleques, 1 una carnisseria, 3 llibreries, 1 una botiga de roba, 3 botigues d'equipament de la llar i 1 una perfumeria.
L'any 2000 a Grignan hi havia 72 explotacions agrícoles que ocupaven un total de 960 hectàrees.

## Equipaments sanitaris i escolars
L'únic equipament sanitari que hi havia el 2009 era una farmàcia.
El 2009 hi havia una escola elemental.

## Poblacions més properes
El següent diagrama mostra les poblacions més properes.